# Punta dei Tre Scarperi
La Punta dei Tre Scarperi (Dreischusterspitze o anche solo Dreischuster in tedesco), chiamata anche cima Tre Scarperi, è la cima più alta del gruppo delle Dolomiti di Sesto (3.152 m s.l.m.).

## Geografia

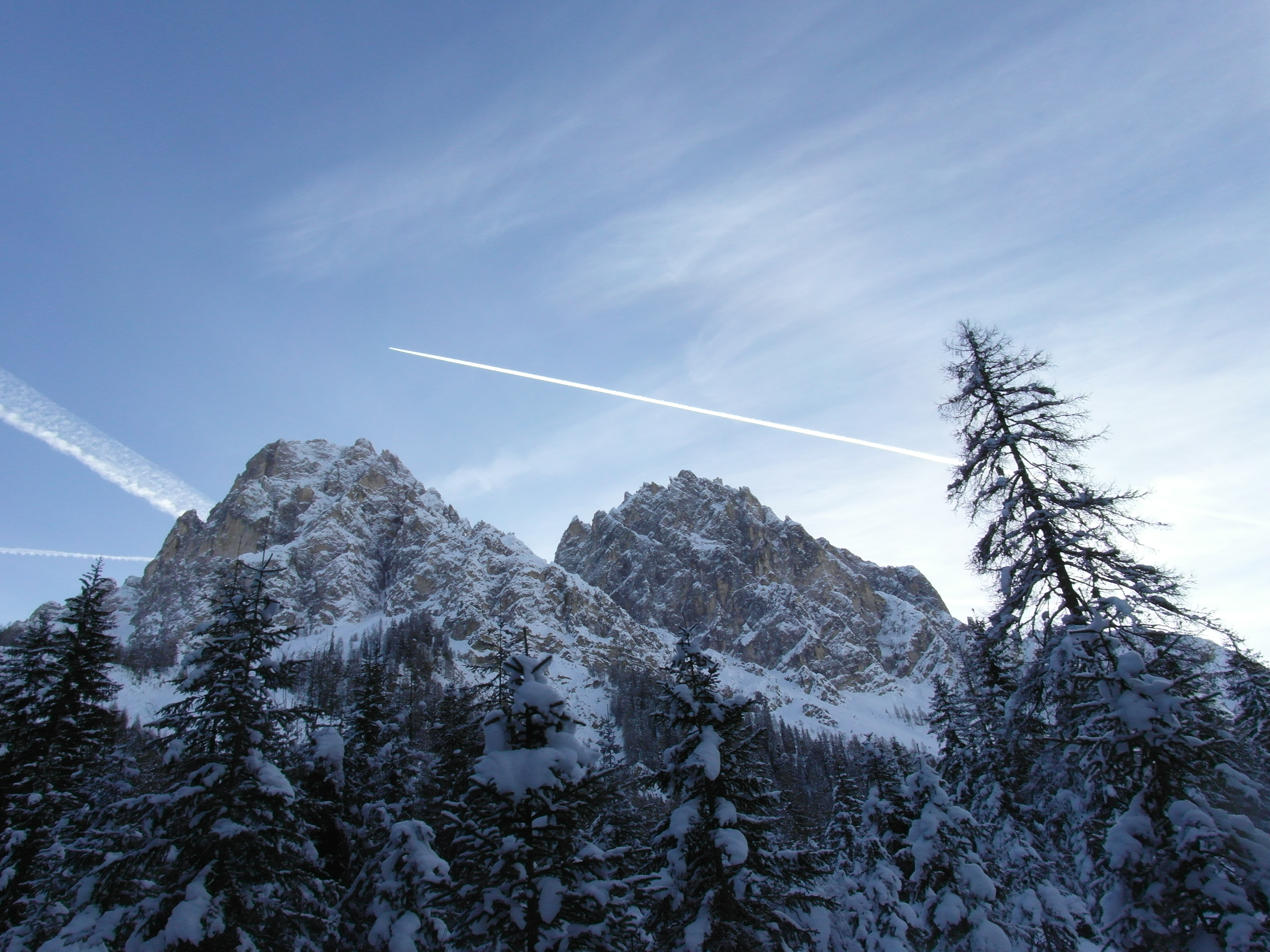
Panorama invernale del gruppo Tre Scarperi

Si trova in provincia di Bolzano, all'interno del parco naturale Tre Cime, 5,5 km a nord delle Tre Cime di Lavaredo e 5 km a sud-ovest del paese di Sesto.
Fa parte del gruppo dei Tre Scarperi, delimitato dal passo grande dei Rondoi (m 2.289), dalla val Fiscalina, dalla val di Sesto, dalla val Campo di Dentro (Innerfeldtal) e dalla val Sassovecchio (Altensteintal).
È la più settentrionale tra le cime delle Dolomiti che superano i 3.000 metri d'altezza. Si trova infatti 20 km più a nord di Bolzano e 25 km più a nord della Marmolada. Oltre alla vetta principale, le cime secondarie più importanti sono la punta Piccola degli Scarperi (Kleiner Schuster, m 3.095), la punta Lavina Bianca (Weißlahnspitz, m 2.987) e il Lastron degli Scarperi (Schusterplatte, m 2.957).

## Alpinismo
La Punta dei Tre Scarperi fu la prima montagna di Sesto ad essere scalata, nel 1869 da Paul Grohmann con le guide F. Innerkofler e P. Salcher; si trattò di un'ascensione in cui per la prima volta furono usate scarpette apposite con suole di corda. Per oltre dieci anni il gruppo fu dimenticato a favore di altre vette quali la Croda dei Toni e le Tre Cime di Lavaredo, fino alla prima scalata della punta Piccola compiuta da R. Ledenfeld e dalla guida A. Dimai nel 1881. 
7 anni dopo fu la volta della parete ovest, conquistata da S. Zilzer, R. H. Schmitt con le guide P. Dimai e V. Innerkofler; poche altre ascensioni vennero effettuate negli anni seguenti. Nel 1930 Emilio Comici con G. B. Fabjan e P. Slocovich salirono il canalone ovest e nel 1969 M. de Bertoldi, F. Cantini e A. Nerli salirono la cresta nord-ovest, l'itinerario più arduo alla cima fino al quel momento.

## Ascensioni
Punta dei Tre Scarperi, pur essendo la cima più alta delle Dolomiti di Sesto, è ben di rado frequentata, a causa della lunghezza degli accessi, degli enormi dislivelli (1600 m dal fondovalle). La via normale, quella dei primi salitori, parte dalla forcella dei Sassi (2678 m) e dopo lunghe traversate si porta al centro della parete sud-est e sale alla vetta per colatoi e canaloni, con difficoltà di III.

## Strutture ricettive
Nelle vicinanze si trova il rifugio Tre Scarperi (in tedesco Dreischusterhütte), a quota 1.626 metri nella media val Campo di Dentro, dotato di ristorante e 62 posti letto.

## Storia
Dalla sua cima, la notte tra il 12 e 13 settembre 2008, si è staccata una piccola frana che è arrivata fino ai ghiaioni che si trovano a quota 2.000 metri circa, senza provocare né feriti né danni.

## Toponimo
Il nome originario della montagna è attestato nel 1770 come Drei Schuster Berg e nel 1845 come Gsöllknoten, e sarebbe collegato ad una leggenda locale che vedeva tre calzolai di Sesto a caccia di camosci.